# Michów (Lublin)
Michów is een dorp in het Poolse woiwodschap Lublin, in het district Lubartowski. De plaats maakt deel uit van de gemeente Michów en telt 1800 inwoners.